# Santo Stefano Ticino
Santo Stefano Ticino település Olaszországban, Lombardia régióban, Milánó megyében. Lakosainak száma 4996 fő (2023. január 1.). Santo Stefano Ticino Corbetta, Magenta, Marcallo con Casone, Ossona és Arluno községekkel határos.

## Népesség
A település lakossága az elmúlt években az alábbi módon változott:
| Lakosok száma | 4961 | 4954 | 4982 | 4996 |
|               | 2013 | 2017 | 2018 | 2023 |